# Marcin Jędrych
Marcin Jędrych (ur. 16 września 1968 w Krakowie) – polski dziennikarz radiowy, jeden z twórców radia RMF FM.

## Życiorys

### Wykształcenie
Absolwent V LO w Krakowie. Studiował informatykę na Uniwersytecie Jagiellońskim w Krakowie oraz matematykę w Wyższej Szkole Pedagogicznej w Krakowie (obecnie Uniwersytet Komisji Edukacji Narodowej w Krakowie, UKEN).

### Kariera
W latach 1990–2003 i ponownie od 2007 pracuje w RMF FM. Był autorem i prowadzącym listy przebojów Hop Bęc oraz współprowadzącym audycji JW23, prowadził też wiele innych programów. Był DJ-em na Inwazjach Mocy. Od 2003 był dyrektorem muzycznym, programowym i zarządzającym Radia Eska Kraków. W 2005 odszedł do portalu interia.pl, gdzie piastował funkcję dyrektora ds. Multimediów i Rozrywki Interaktywnej. Był odpowiedzialny m.in. za TV INTERIA.PL. 5 stycznia 2007 powrócił do RMF FM, był gospodarzem programu Karnawałowa Lista Przebojów. Następnie był gospodarzem magazynu Ten Top i wielu innych audycji takich jak: Disco 90, Rockandrollowa historia świata (z Markiem Piekarczykiem)  czy Wszystko w temacie. Od września 2024 razem z Maciejem Rybakiem współprowadzi program Popoktagon. Od marca 2021 kiedy ruszyło internetowe Radio RMF24 prowadzi tam pasma programowe zarówno w dni powszednie jak i w weekendy.
12 czerwca 2009 razem z Agnieszką Szulim poprowadził koncert Debiuty na XLVI Krajowym Festiwalu Piosenki Polskiej w Opolu.

### Działalność wydawnicza
W celu wydania kasety z utworami z audycji JW23 w roku 1996 Jędrych założył wytwórnię 808 Music. Sukces dwóch kaset JW23 sprawił, że firma rozpoczęła regularną działalność wydawniczą wydając firmowane przez RMF FM składanki Hop Bęc. Nazwa wytwórni nawiązuje do cyfry 8, będącej „kultową” cyfrą audycji JW23.

## Życie prywatne
Żonaty, ma jednego syna.

## Audycje prowadzone przez Marcina Jędrycha

### Dawniej
- Ten Top
- Metzoforte (z Piotrem Metzem)
- Miasto Muzyki
- Lista Hop Bęc
- Hop Bęc na weekend
- JW23 (z Marcinem Wroną, później z Witoldem Odrobiną)
- Karnawałowa Lista Przebojów
- Radio Swoboda
- Nie ma mowy
- Wasza Muzyka
- Rockwieczorek
- Wakacyjna Lista Przebojów (na zmianę z Darkiem Maciborkiem)
- Przebój roku (na zmianę z Dariuszem Maciborkiem)
- Przebój lata (na zmianę z Dariuszem Maciborkiem)
- W dzień gorącego lata
- Europejska Lista Przebojów „Eurochart
- Wolność w eterze (później Wolność FM)
- Reglamentowana Lista Przebojów
- 10/10 czyli Regionalna Lista Przebojów
- Lato wszędzie
- Czas Letni
- Dance FM
- Sylwestrowa Rozgrzewka
- Sylwestrowa Noc w RMF FM
- Lista Pif-Paf
- Gwiazdozbiór Smoka
- Dziewczyna i chłopak
- Muzyka na kartki
- Trafione numery
- Muzyka bez końca
- Dobry wieczór
- Lepiej być nie może
- Dobrze zagrane (z Jackiem Tomkowiczem)
- Imprezowy piątek (z Jackiem Tomkowiczem i Joanną Meus)
- Przebój za przebojem (z Joanną Meus)
- Świat na głowie (z Tomaszem Olbratowskim)
- Poplista impreza (z Dariuszem Maciborkiem)
- Gorące numery gwiazd
- Imprezowy weekend (z Mateuszem Opyrchałem)
- Kawałek weekendu
- Imprezowe wieczory
- The Best of Miasto Muzyki 2008 (w serwisie MiastoMuzyki.pl – obecnie RMFon.pl
- Poplista plus (w zastępstwie Dariusza Maciborka)
- Disco 90
- Rockandrollowa historia świata (z Markiem Piekarczykiem)
- Wszystko w temacie
- Gorąca Dwudziestka (Radio Eska)

### Obecnie
- Popoktagon (razem z Maciejem Rybakiem)
- Poplista[1] (w zastępstwie Dariusza Maciborka)
- Popołudnie i Wieczór Radia RMF24
- Weekend Radia RMF24